# 푸리역 (대만)

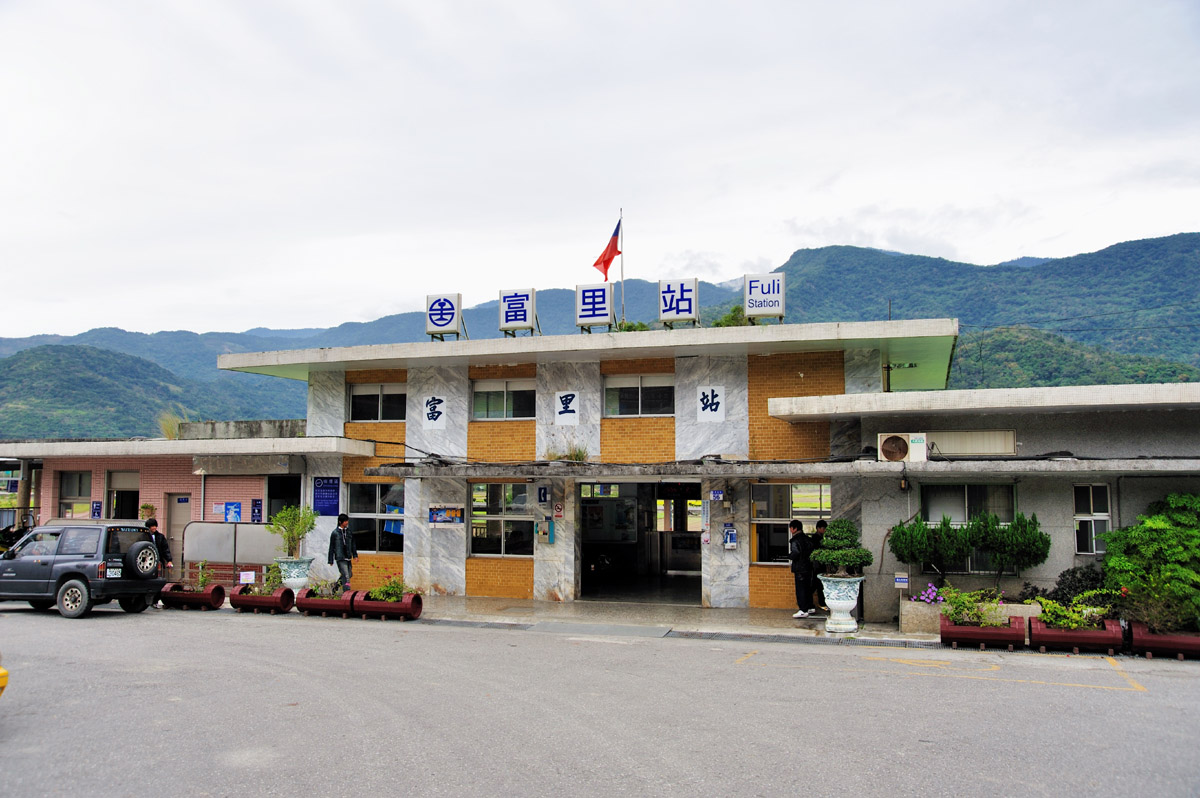
푸리 역

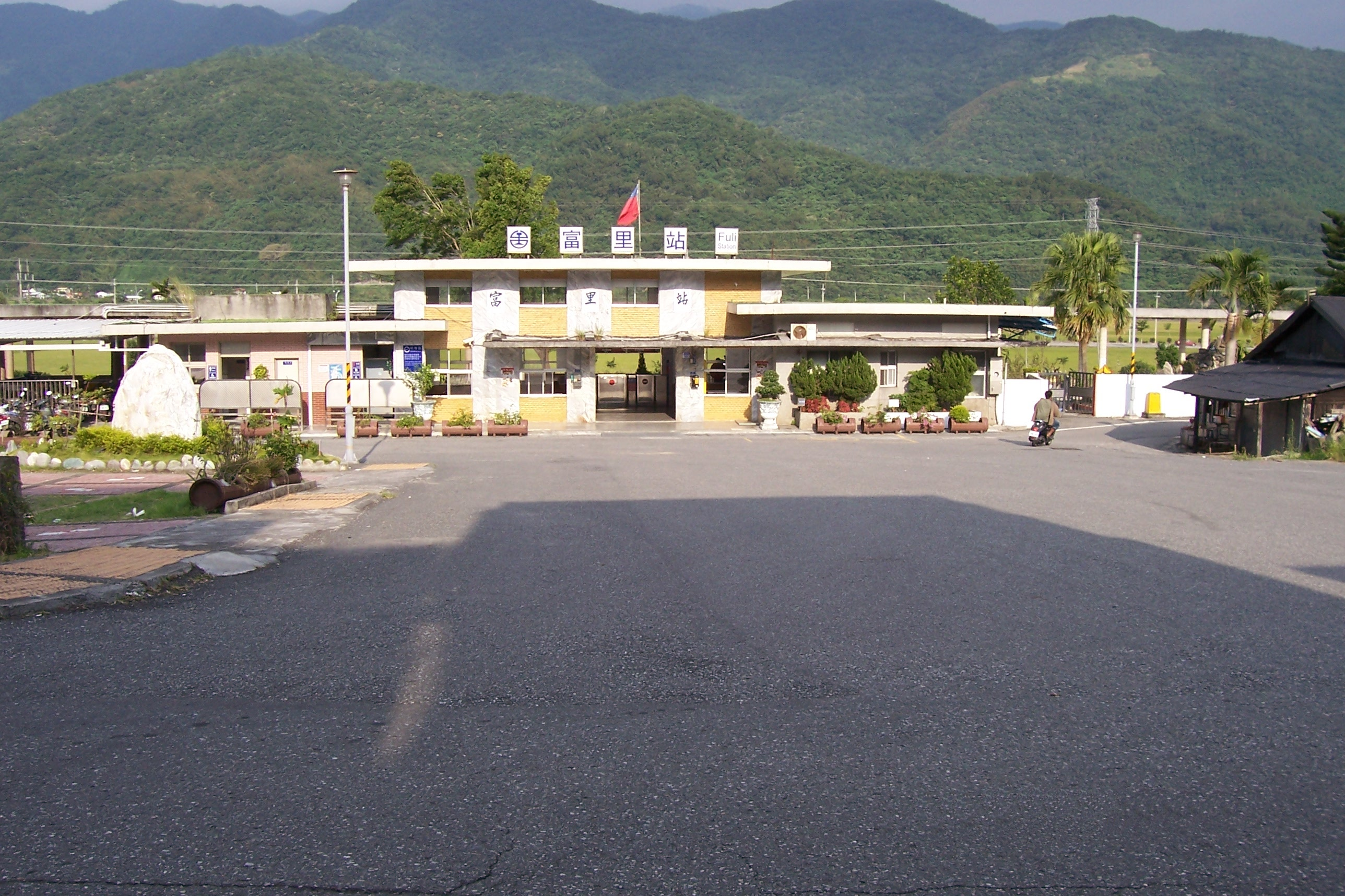
푸리 역

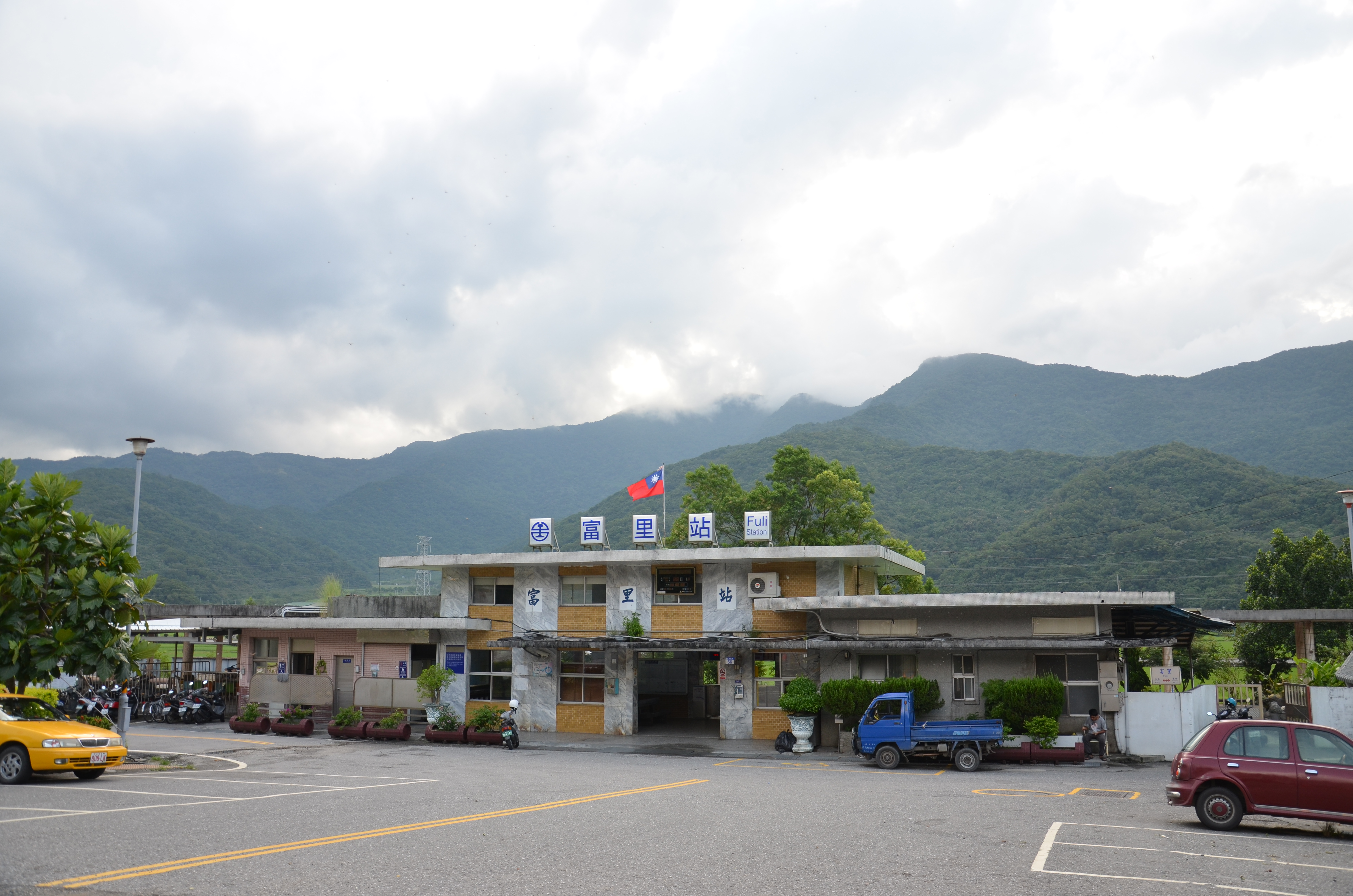
푸리 역

푸리역은 타이완 철로 관리국철도의 역이다.
틀:타이완 철로 타이둥 선